# Unione Calcio Sampdoria 1964-1965
Questa voce raccoglie le informazioni riguardanti l'Unione Calcio Sampdoria nelle competizioni ufficiali della stagione 1964-1965.

## Rosa
| N. |                   | Ruolo | Calciatore             |
| -- | ----------------- | ----- | ---------------------- |
|    | Italia (bandiera) | P     | Franco Sattolo         |
|    | Italia (bandiera) | P     | Pietro Battara         |
|    | Italia (bandiera) | D     | Guido Vincenzi         |
|    | Italia (bandiera) | D     | Francesco Morini       |
|    | Italia (bandiera) | D     | Alfio Fontana          |
|    | Italia (bandiera) | D     | Gaudenzio Bernasconi   |
|    | Italia (bandiera) | D     | Giuseppe Trinchero     |
|    | Italia (bandiera) | C     | Giovanni Delfino       |
|    | Italia (bandiera) | C     | Enea Masiero           |
|    | Italia (bandiera) | C     | Mario Frustalupi       |
|    | Italia (bandiera) | C     | Giovan Battista Pienti |

| N. |                      | Ruolo | Calciatore               |
| -- | -------------------- | ----- | ------------------------ |
|    | Italia (bandiera)    | C     | Paolo Marocchi           |
|    | Italia (bandiera)    | A     | Paolo Barison            |
|    | Italia (bandiera)    | A     | Angelo Benedicto Sormani |
|    | Argentina (bandiera) | A     | Francisco Lojacono       |
|    | Brasile (bandiera)   | A     | José Ricardo da Silva    |
|    | Italia (bandiera)    | A     | Bruno Franzini           |
|    | Italia (bandiera)    | A     | Enrico Dordoni           |
|    | Italia (bandiera)    | A     | Luigi Toschi             |
|    | Argentina (bandiera) | A     | Luis César Carniglia     |
|    | Italia (bandiera)    | A     | Gian Piero Ghio          |

## Risultati

### Serie A

#### Girone di andata
| 13 settembre 1964 1ª giornata | Lanerossi Vicenza | 0 – 0 | Sampdoria |  |

| 20 settembre 1964 2ª giornata | Sampdoria | 3 – 0 | Fiorentina |  |

| 27 settembre 1964 3ª giornata | Cagliari | 1 – 1 | Sampdoria |  |

| 4 ottobre 1964 4ª giornata | Sampdoria | 1 – 0 | Roma |  |

| 11 ottobre 1964 5ª giornata | Bologna | 0 – 1 | Sampdoria |  |

| 18 ottobre 1964 6ª giornata | Sampdoria | 1 – 0 | Mantova |  |

| 25 ottobre 1964 7ª giornata | Varese | 2 – 0 | Sampdoria |  |

| 8 novembre 1964 8ª giornata | Sampdoria | 0 – 2 | Milan |  |

| 15 novembre 1964 9ª giornata | Juventus | 2 – 0 | Sampdoria |  |

| 22 novembre 1964 10ª giornata | Genoa | 2 – 1 | Sampdoria |  |

| 29 novembre 1964 11ª giornata | Sampdoria | 0 – 0 | Torino |  |

| 13 dicembre 1964 12ª giornata | Inter | 3 – 2 | Sampdoria |  |

| 20 dicembre 1964 13ª giornata | Sampdoria | 0 – 0 | Lazio |  |

| 27 dicembre 1964 14ª giornata | Sampdoria | 0 – 1 | Catania |  |

| 3 gennaio 1965 15ª giornata | Messina | 2 – 2 | Sampdoria |  |

| 10 gennaio 1965 16ª giornata | Sampdoria | 1 – 1 | Foggia & Incedit |  |

| 17 gennaio 1965 17ª giornata | Sampdoria | 1 – 0 | Atalanta |  |

#### Girone di ritorno
| 24 gennaio 1965 18ª giornata | Sampdoria | 0 – 3 | Lanerossi Vicenza |  |

| 31 gennaio 1965 19ª giornata | Fiorentina | 0 – 1 | Sampdoria |  |

| 7 febbraio 1965 20ª giornata | Sampdoria | 1 – 0 | Cagliari |  |

| 14 febbraio 1965 21ª giornata | Roma | 1 – 0 | Sampdoria |  |

| 21 febbraio 1965 22ª giornata | Sampdoria | 0 – 0 | Bologna |  |

| 28 febbraio 1965 23ª giornata | Mantova | 1 – 0 | Sampdoria |  |

| 7 marzo 1965 24ª giornata | Sampdoria | 0 – 0 | Varese |  |

| 21 marzo 1965 25ª giornata | Milan | 3 – 0 | Sampdoria |  |

| 28 marzo 1965 26ª giornata | Sampdoria | 1 – 0 | Juventus |  |

| 4 aprile 1965 27ª giornata | Sampdoria | 0 – 1 | Genoa |  |

| 11 aprile 1965 28ª giornata | Torino | 0 – 1 | Sampdoria |  |

| 25 aprile 1965 29ª giornata | Sampdoria | 0 – 1 | Inter |  |

| 9 maggio 1965 30ª giornata | Lazio | 2 – 0 | Sampdoria |  |

| 16 maggio 1965 31ª giornata | Catania | 1 – 0 | Sampdoria |  |

| 23 maggio 1965 32ª giornata | Sampdoria | 0 – 0 | Messina |  |

| 30 maggio 1965 33ª giornata | Foggia & Incedit | 1 – 1 | Sampdoria |  |

| 6 giugno 1965 34ª giornata | Atalanta | 0 – 0 | Sampdoria |  |

## Statistiche

### Statistiche di squadra
| Competizione | Punti | In casa | In casa | In casa | In casa | In casa | In casa | In trasferta | In trasferta | In trasferta | In trasferta | In trasferta | In trasferta | Totale | Totale | Totale | Totale | Totale | Totale | DR  |
| Competizione | Punti | G       | V       | N       | P       | Gf      | Gs      | G            | V            | N            | P            | Gf           | Gs           | G      | V      | N      | P      | Gf     | Gs     | DR  |
| ------------ | ----- | ------- | ------- | ------- | ------- | ------- | ------- | ------------ | ------------ | ------------ | ------------ | ------------ | ------------ | ------ | ------ | ------ | ------ | ------ | ------ | --- |
| Serie A      | 29    | 17      | 6       | 6       | 5       | 9       | 9       | 17           | 3            | 5            | 9            | 10           | 21           | 34     | 9      | 11     | 14     | 19     | 30     | -11 |
| Coppa Italia |       | -       | -       | -       | -       | -       | -       | 2            | 1            | 0            | 1            | 3            | 4            | 2      | 1      | 0      | 1      | 3      | 4      | -1  |
| Totale       |       | 17      | 6       | 6       | 5       | 9       | 9       | 19           | 4            | 5            | 10           | 13           | 25           | 36     | 10     | 11     | 15     | 22     | 34     | -12 |

### Statistiche dei giocatori
| Giocatore     | Serie A  | Serie A | Coppa Italia | Coppa Italia | Totale   | Totale |
| Giocatore     | Presenze | Reti    | Presenze     | Reti         | Presenze | Reti   |
| ------------- | -------- | ------- | ------------ | ------------ | -------- | ------ |
| P. Barison    | 33       | 6       | 1            | 0            | 34       | 6      |
| P. Battara    | 1        | 0       | 1            | -3           | 2        | -3     |
| G. Bernasconi | 18       | 0       | 2            | 0            | 20       | 0      |
| L. Carniglia  | 4        | 1       | -            | -            | 4        | 1      |
| J. Da Silva   | 24       | 8       | 1            | 0            | 25       | 8      |
| G. Delfino    | 30       | 0       | -            | -            | 30       | 0      |
| E. Dordoni    | 13       | 0       | -            | -            | 13       | 0      |
| A. Fontana    | 19       | 0       | 2            | 0            | 21       | 0      |
| B. Franzini   | 13       | 0       | 1            | 0            | 14       | 0      |
| M. Frustalupi | 25       | 0       | 1            | 0            | 26       | 0      |
| G. Ghio       | 2        | 0       | 1            | 0            | 3        | 0      |
| F. Lojacono   | 25       | 1       | 2            | 1            | 27       | 2      |
| P. Marocchi   | 2        | 0       | 1            | 0            | 3        | 0      |
| E. Masiero    | 29       | 0       | 1            | 0            | 30       | 0      |
| F. Morini     | 29       | 0       | 2            | 0            | 31       | 0      |
| G.B. Pienti   | 5        | 1       | 2            | 1            | 7        | 2      |
| F. Sattolo    | 33       | -30     | 1            | -1           | 34       | -31    |
| A. Sormani    | 30       | 2       | 1            | 1            | 31       | 3      |
| L. Toschi     | 6        | 0       | 1            | 0            | 7        | 0      |
| G. Trinchero  | 1        | 0       | -            | -            | 1        | 0      |
| G. Vincenzi   | 32       | 0       | 1            | 0            | 33       | 0      |